# Halichoeres zeylonicus
Halichoeres zeylonicus (Bennett, 1833) è un pesce di mare appartenente alla famiglia Labridae.

## Distribuzione e habitat
Proviene dalle barriere coralline dell'oceano Pacifico, dell'oceano Indiano e del mar Rosso, in particolare da Giappone, Samoa, Oceania, Mauritius, Eritrea, Seychelles, Thailandia. Nuota nelle zone con fondali sabbiosi nei pressi delle barriere fino a 85 m di profondità.

## Descrizione
Il corpo è allungato, non particolarmente alto, e di una lunghezza massima di 20,0 cm.
I maschi adulti hanno una colorazione prevalentemente verdi o bluastri, con aree più chiare irregolari sulla testa. Lungo il corpo corre una linea orizzontale il cui colore varia dal giallo intenso al rosato. Le femmine hanno una colorazione pallida, azzurra-grigiastra, e come i maschi presentano una linea giallastra a circa metà del corpo, abbastanza sottile, che parte dalla bocca e termina sul peduncolo caudale. La pinna caudale ha il margine dritto.
Somiglia molto a Halichoeres hartzfeldii.

## Comportamento
Nuota in piccoli gruppi composti principalmente da esemplari femminili e di solito con un solo maschio.

## Conservazione
Questa specie viene classificata come "a rischio minimo" (LC) dalla lista rossa IUCN perché non sembra essere minacciata da particolari pericoli ed è diffusa in alcune aree marine protette.